# Coma diabético
Coma diabético é uma emergência médica na qual um portador de Diabetes mellitus entra em estado de coma por desequilibrio no seu processamento de glicose no sangue. Pode ser tanto por elevação (Coma Hiperglicêmico) como por diminuição  excessiva (Coma Hipoglicêmico) da glicose do sangue.

## Classificação
As três causas mais comuns de coma em pessoas com diabetes são:
- Hipoglicemia grave
- Cetoacidose diabética
- Hiperglicemia hiperosmolar

Estima-se que 2 a 15 por cento dos diabéticos sofrem de pelo menos um episódio de coma diabético durante as suas vidas, como resultado de hipoglicemia grave.

### Hipoglicemia grave
Na maioria dos casos, o corpo vai restaurar os níveis de açúcar no sangue ao normal, liberando glucagon para aumentar os níveis de açúcar no sangue. Quando resulta em coma geralmente é por causa dos níveis baixos de glicose no sangue quando:
- Dose excessiva de insulina;
- Álcool durante a hipoglicemia;
- Exercícios esgotaram o estoque de glicogênio do corpo.

### Cetoacidose diabética
O coma hiperglicêmico por cetoacidose (excesso de corpos cetônicos) geralmente só ocorre nos pacientes que apresentam as formas mais severas do diabete, sendo geralmente do tipo I (insulino-dependente). O excesso leva horas ou poucos dias para ocorrer. A hiperglicemia e a agressão dos corpos cetônicos ao sistema nervoso central resultam em alterações no nível de consciência. 
É aconselhável que pessoas com diabetes tipo 1 examinem seu nível sanguíneo de cetonas quando seus nível de glicose no sangue subir acima de 15 mmol/l.

### Hiperglicemia hiperosmolar sem cetoacidose
Hiperglicemia (elevado nível de açúcar no sangue) causa desidratação acentuada, o aumento da osmolaridade e risco elevado de complicações como o coma. Quando não tratado pode levar a morte. Pode ser diagnosticada através de análises sanguíneas.
O coma hiperglicêmico e sem excesso de corpos cetônicos pode ocorrer nos pacientes com formas mais brandas da doença. Sua pequena reserva e produção de insulina é suficiente apenas para evitar a queima desenfreada de gorduras e a produção de cetonas, mas não é suficiente para impedir a elevação do nível de glicose no sangue. A hiperglicemia leva alguns dias para causar danos significativos, mas quando os níveis de glicose atingem valores acima de 600 mg/dl associa-se a disfunção e falência de vários órgãos, especialmente olhos, rins, nervos, coração e vasos sanguíneos. 

## Tratamento
O tratamento depende da causa subjacente:
- Cetoacidose: fluidos intravenosos, insulina e administração de sódio e potássio adequadas a demanda do paciente para restabelece o PH sanguíneo.
- Hiperosmolar: abundância de fluidos intravenosos, insulina e injeções para equilibrar os níveis de potássio e sódio o mais rapidamente possível.
- Hipoglicêmico: administração de glucagon para inverter os efeitos da insulina ou de glicose dada por via intravenosa.